# Campbell Peak
Campbell Peak är en bergstopp på ön Heard Island i Heard- och McDonaldöarna (Australien). Den ligger i den centrala delen av Heard Island. Toppen på Campbell Peak är 2 340 meter över havet. Polarklimat råder i trakten. Årsmedeltemperaturen i trakten är −6 °C. Den varmaste månaden är februari, då medeltemperaturen är −1 °C, och den kallaste är juni, med −12 °C.